# Jody Crawforth
Jody Crawforth (* 1. August 1980 in Cookham, Berkshire) ist ein britischer Cyclocross- und Mountainbikefahrer.
Jody Crawforth gewann 2003 ein Cyclocrossrennen in Matlock. Im nächsten Jahr gewann er auf Zypern zwei Rennen des Winter MTB Cup und später wurde er britischer Mountainbikemeister im Cross Country. Auf der Straße gewann er 2004 eine Etappe bei den Surrey League 5 Day und im Cross war er bei Rennen in Cheltenham und Dudleys erfolgreich. 2005 gewann er die Crossrennen in Chorley, Southampton und Leicester. 2009 wurde Crawforth britischer Meister im Cyclocross und er gewann die National Trophy Round in Derby.

## Erfolge – Mountainbike
2004
- Britischer Meister – Cross Country

## Erfolge – Cyclocross
2005/2006
- National Trophy Round, Leicester

2008/2009
- Britischer Meister
- National Trophy Round, Derby

2009/2010
- National Trophy Round 5, Bradford